# Ziqquraten i Ur

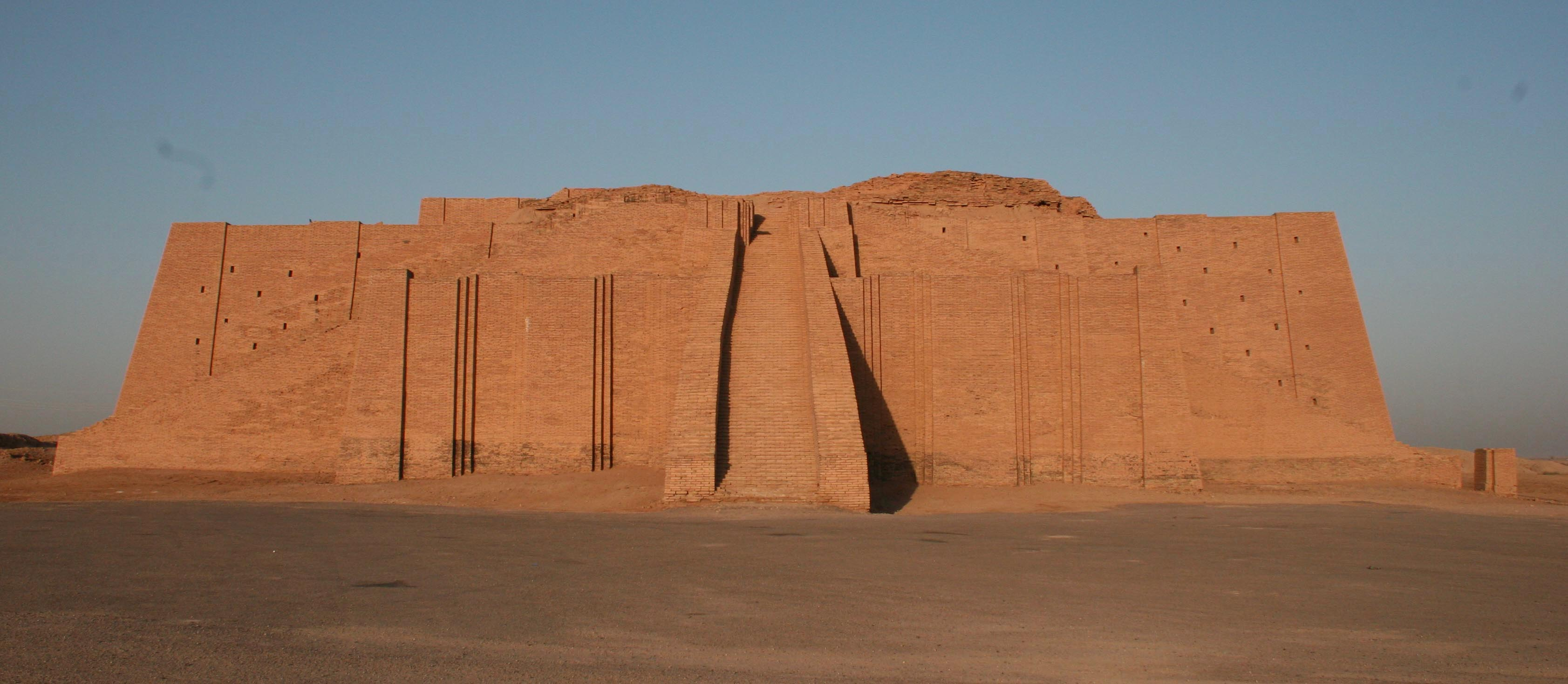
Ziqquraten i Ur.

Ziqquraten i Ur är en tempelziqqurat i Ur i Dhi Qar i södra Irak. 
Ziqquraten uppfördes på 2000-talet f.Kr. i staden Ur av den sumeriske kungen Ur-Nammu av Ur till ära för stadens skyddsgud månguden Nannar. 
Ziqquraten låg i ruiner på 500-talet f.Kr., då den restaurerades av kung Nabonidus av Babylon. 
Det är den mest välbevarade ziqquraten i Irak, med undantag för Dur Untash (Chogha Zanbil).